# Тренчјанске Бохуславице
Тренчјанске Бохуславице (слч. Trenčianske Bohuslavice) насељено је мјесто са административним статусом сеоске општине (слч. obec) у округу Ново Место на Ваху, у Тренчинском крају, Словачка Република.

## Становништво
| Година:    | 1994. | 2004.   | 2014.   | 2024.   |
| ---------- | ----- | ------- | ------- | ------- |
| Број људи: | 913   | 947     | 908     | 915     |
| Разлика:   |       | +3,72 % | -4,11 % | +0,77 % |

| Година:    | 2023. | 2024.   |
| ---------- | ----- | ------- |
| Број људи: | 940   | 915     |
| Разлика:   |       | -2,65 % |

Према подацима о броју становника из 2024. године насеље је имало 915 становника.